# Froukje Wegman
Froukje Wegman (Gouda, 22 april 1979) is een Nederlands roeister. Ze vertegenwoordigde Nederland eenmaal bij de Olympische Spelen en won bij die gelegenheid een bronzen medaille.
Op de Olympische Spelen van 2004 in Athene behaalde zij met de vrouwenacht een bronzen medaille. Hun 6.04,10 in de kwalificatieronde was voldoende voor kwalificatie in de finale. In de finale eindigden ze met 6.19,85 achter de Roemeense en Amerikaanse roeiploeg, die in respectievelijk 6.17,70 en 6.19,56 over de finish kwamen.
Ze was aangesloten bij R.S.V.U. Okeanos, de studentenroeivereniging van de Vrije Universiteit Amsterdam. 

## Palmares

### twee zonder stuurvrouw
- 2002: 14e WK in Sevilla - 7.17,06

### dubbeltwee
- 2003: 12e WK in Milaan - 7.09,75

### acht met stuurvrouw
- 2001: 8e WK in Luzern - 6.20,80
- 2004:  OS in Athene - 6.19,85

Hurnet Dekkers · 
Annemiek de Haan · 
Nienke Hommes · 
Annemarieke van Rumpt · 
Sarah Siegelaar · 
Marlies Smulders · 
Helen Tanger · 
Froukje Wegman · 
Ester Workel (stuurvrouw)